# Bob MacKinnon
Robert Albert MacKinnon, detto Bob (Dunkirk, 5 dicembre 1927 – Williamsville, 7 luglio 2015), è stato un cestista, allenatore di pallacanestro e dirigente sportivo statunitense, professionista nella ABL, nella ABA e nella NBA.